# Colorado and Southern Railway
Le Colorado and Southern Railway (sigle AAR: C&S, CS) était un chemin de fer américain de classe I localisé dans le Colorado. Il conserva son indépendance de 1898 à 1908, puis devint une filiale du Chicago, Burlington and Quincy Railroad jusqu'en 1981, après quoi il disparut dans la fusion géante qui donna naissance au Burlington Northern Railroad.
En 1890, le Colorado Central Railroad et le Cheyenne and Northern Railway furent réunis pour former l'Union Pacific, Denver and Gulf Railway. Lorsque l'Union Pacific fit banqueroute en 1893, ils furent séparés de l'UP et consolidés avec le Denver, Leadville and Gunnison Railway, et d'autres compagnies, par Franck Trumbull, pour former le Colorado and Southern Railroad en 1898. Le Chicago, Burlington and Quincy Railroad prit le contrôle du C&S en 1908. Il fusionna ensuite dans le BN en 1981.

## Histoire
La compagnie d'origine fut le Colorado Central Railroad qui ouvrit une ligne à partir de Denver en 1870. Le Fort Worth and Denver City consolida  le Colorado Central avec le Cheyenne and Northern Railway en 1890 pour former l'Union Pacific Denver and Gulf Railroad. Mais lorsque l'Union Pacific Railroad fit banqueroute en 1893, il se sépara de ces lignes. 
Frank Trumbull put alors créer le Colorado and Southern Railroad en 1898 à partir des compagnies suivantes :  Canon de Agua Railroad, Cheyenne and Northern Railway, Chicosa Canon Railway, Colorado Central Railroad, Denver and Middle Park Railroad, Denver, Marshall and Boulder Railway, Denver, Texas and Fort Worth Railroad, Denver, Texas and Gulf Railroad, Fort Worth and Denver City Railway (FW&DC), Georgetown, Breckenridge and Leadville Railway, Greeley, Salt Lake and Pacific Railway, Road Canon Railroad et le Denver, Leadville and Gunnison (en voie étroite). 
En 1908, le Chicago, Burlington and Quincy Railroad (CBQ) prit le contrôle du C&S et du FW&DC. Toutes les circulations en voies étroites furent abandonnées entre 1939 et 1941. En 1951 le FW&DC devint Fort Worth and Denver. Le Burlington Northern Railroad  fusionna le C&S en 1981 et le FW&D en 1982. 
La voie, toujours en service de nos jours, relie Orin (Wyoming) à Galveston.